# 페터 카르스텐
페터 카르스텐(독일어: Peter Carsten, 1928년 4월 30일 ~ 2012년 4월 20일)은 독일의 영화 프로듀서, 배우이다.

## 영화
- 잊혀진 영웅 와렌버그 (1985년)
- 스퀴즈 (1978년)
- 블랙 레몬 (1970년)
- 알프스 대탈주 (1969년) - 커트 역
- 지옥의 용병들 (1968년)
- 나이츠, 웬 더 데빌 케임 (1957년)
- 푸른 대로 (1957년)
- 최후의 8월 15일 (1955년)